# جاكوب إم. أبيل
جاكوب إم. أبيل (بالإنجليزية: Jacob M. Appel) (و. 1973  م) هو مؤرخ، وروائي، وكاتب، وكاتب مسرحي، وكاتب في مجال الطب ‏، وناشط حقوق الإنسان، وصحفي أمريكي، ولد في نيويورك.

## التعليم
تعلم في جامعة براون، وكلية الأطباء والجراحين بجامعة كولومبيا، وكلية كوينز، جامعة مدينة نيويورك، وكلية طب ألباني، وكلية هارفارد للحقوق، وجامعة كولومبيا، وجامعة نيويورك، ومدرسة طب ماونت سيناي.

## جوائز
حصل على جوائز منها:
- الجوائز الأميركية للكتاب (2013).